# کوه ناکاس
کوه ناکاس (روسی: Накас) یک کوه در استان اورنبورگ کشور روسیه است.